# HD6397
HD6397 — хімічно пекулярна зоря спектрального класу F3, що має видиму зоряну величину в смузі V приблизно  5,7.
Вона знаходиться у сузір'ї Риби на відстані близько 178,4 світлових років від Сонця
й віддаляється від нас зі швидкістю близько 4км/сек. Даний об'єкт є спектрально-подвійною зорею.

## Фізичні характеристики
Головна зоря системи HD6397 обертається досить повільно навколо своєї осі. Проєкція її екваторіальної швидкості на промінь зору становить всього Vsin(i)= 5км/сек, а можливо й менше.